# Consolate Sipérius
Consolate Sipérius, née le 20 mars 1989 au Burundi, est une comédienne belge.

## Biographie
Diplômée du Conservatoire royal de Mons en 2012, elle a collaboré avec différents metteurs en scène belges et européens, tels que : Dolorès Oscari (Le Philosophe et le Perroquet), (2011-2012), Sue Blackwell (Voici Électre!), (2013), Anne Thuot (Flash Flow IV), (2013), Céline Delbecq (Éclipse totale),, (2014-2015), [Guy Theunissen et Brigitte Bailleux (Georges Dandin in Afrika), Frédéric Dussenne (Crever d'amour), (2015-2017), Milo Rau (Mitleid : Die Geschichte des Maschinengewehrs),,,(2015-2017) et Christophe Sermet (Les Enfants du soleil)(2017).

## Filmographie
Au cinéma, elle a joué dans La Route d'Istambul de Rachid Bouchareb,, sorti en 2016.

## Distinctions
En 2014, elle est nommée aux Prix de la critique dans la catégorie Espoir féminin pour son rôle dans Éclipse totale,.